# Devario fraseri
Devario fraseri är en fiskart som först beskrevs av Hora, 1935.  Devario fraseri ingår i släktet Devario och familjen karpfiskar. IUCN kategoriserar arten globalt som sårbar. Inga underarter finns listade i Catalogue of Life.